# Amnezia, partea a II-a (Samurai Jack)
„Amnezia, partea a II-a” este al patruzeci și șaselea episod al serialului de desene animate Samurai Jack.

## Subiect
Corabia care îi poartă pe Scoțian și pe Jack - căci devine din ce în ce mai clar că nu e vorba de vreo sosie de-a lui pe nume Brent - ajunge la Marele Necunoscut. Brusc se lasă o ceață deasă și începe să se audă un cântec suav care îi hipnotizează pe marinari și pe Jack deopotrivă, dar îl lasă rece pe Scoțian. Sub efectul vrăjii, căpitanul îndreaptă corabia în direcția de unde se aude cântecul. Călătorii ajung la o insulă pe care debarcă, iar căpitanul își pune oamenii să care bogățiile pe care le au în peștera de unde se aude cântecul.
În peșteră se află munți de comori, iar pe stânca din mijloc trei sirene cântă de zor. Scoțianul le somează să înceteze și să-l elibereze pe Jack de vrajă. Sirenele îl recunosc pe Jack, care încercase să le elibereze sclavii, și căruia drept pedeapsă îi luaseră mințile și îl trimiseseră în lume să rătăcească. Scoțianul deschide focul asupra lor. Acestea se feresc și continuă cântecul, ba chiar îi determină pe marinarii vrăjiți să se ridice împotriva Scoțianului. Atunci acesta scoate cimpoiul și le face concurență sirenelor. Jack și marinarii se trezesc din vrajă. Sirenele, înfuriate, se transformă într-un monstru cu trei capete, care îl apucă pe Scoțian și sunt pe cale să-l devoreze, dar Jack, care între timp se dezmeticise și își recuperase sabia care zăcea pe-acolo într-un colț, sare și le taie capetele.
Pe drumul de întoarcere, Scoțianul și Jack se amuză de pățania avută, când deodată descoperă că toți marinarii plecaseră deja și că au rămas singuri pe insulă, doar cu o barcă la dispoziție. Se ceartă care să vâslească și Jack propune să decidă prin concurs. Cei doi se întrec în diverse probe (o adevărată olimpiadă!) și la toate învinge Jack:
- aruncarea pietricelei departe în apă: Jack aruncă razant o piatră teșită
- un tur complet de alergare în jurul insulei: Scoțianul începe repede și se epuizează pe parcurs
- săritura în înălțime: Jack sare bine (aluzie la episodul 14)
- aruncarea la țintă cu sulița: Jack o despică pe a Scoțianului
- tăierea unui buștean cât mai repede: Scoțianul nici nu apucă să scoată sabia
- prinderea unui pește cât mai mare: Jack prinde unul mai mare ca el
- construirea unui castel de nisip: Jack construiește palatul părintesc
- doborârea bananelor din copac cu piatra: Jack doboară un ciorchine întreg
- săritura în lungime
- X și zero
- trânta degetului mare: Scoțianul îi prinde degetul lui Jack, dar Jack scapă tocmai când Scoțianul număra trei, după care îl prinde el pe al Scoțianului, definitiv

Cei doi pornesc în larg, Jack la vâsle și Scoțianul mohorât.